# リテーシュ・デーシュムク
リテーシュ・デーシュムク (Riteish Deshmukh、デーヴァナーガリー表記：रितेश देशमुख、1978年12月17日 - ）はインドの映画俳優兼プロデューサー。

## 私生活
2012年2月3日にジェネリア・デソウザと結婚し、2人の息子をもうけた。うちライアンは2014年11月24日に生まれ、ラフルは2016年6月1日に生まれた。

## 主な出演作品
- Tujhe Meri Kasam (2003年)
- Masti (2004年)
- Bluffmaster! (2005年)
- Fight Club - Members Only (2006年)
- Apna Sapna Money Money (2006年)
- Cash (2007年)
- Heyy Babyy (2007年)
- Chamku (2008年)
- アラジン 不思議なランプと魔人リングマスター Aladin (2009年)
- ハウスフル Housefull (2010年)
- Tere Naal Love Ho Gaya (2012年)
- ハウスフル 2 Housefull 2  (2012年)
- Grand Masti (2013年)
- 野獣一匹 Ek Villain (2014年)
- ハウスフル 3 Housefull 3 (2016年)
- Great Grand Masti (2016年)
- Banjo (2016年)
- シャウト・アウト Baaghi 3（2022年）[5]